# Червоноградский деревообрабатывающий комбинат
Червоноградский деревообрабатывающий комбинат (укр. Червоноградський деревообробний комбінат) — промышленное предприятие в городе Червоноград Львовской области.

## История
Деревообрабатывающий комбинат в Червонограде был построен в 1956 - 1959 гг. в соответствии с шестым пятилетним планом развития народного хозяйства СССР. В связи со строительством здесь новых шахт, в первые годы основной продукцией являлись строительные материалы и крепеж для шахт Львовско-Волынского угольного бассейна.
В 1967 году численность работников комбината составляла 310 человек (в том числе, 40 инженерно-технических работников).
В целом, в советское время деревообрабатывающий комбинат входил в число ведущих предприятий города.
После провозглашения независимости Украины государственное предприятие было преобразовано в открытое акционерное общество. В мае 1995 года Кабинет министров Украины утвердил решение о его приватизации. Позднее комбинат был реорганизован в общество с ограниченной ответственностью.

## Деятельность
Предприятие производит пиломатериалы, изделия из оцилиндрованного бруса, дверные и оконные рамы, мебель и упаковочную тару (деревянные ящики).